# سسک تاج‌آتشی
سسک تاج‌آتشی یا سسک تاج‌آتشی تایوانی (نام علمی: Regulus goodfellowi) نام یک گونه از سرده سسک‌های تاجی است.